# Mungra Badshahpur
Mungra Badshahpur – miasto w północnych Indiach w stanie Uttar Pradesh, na Nizinie Hindustańskiej.
Populacja miasta w 2001 roku wynosiła 17 747 mieszkańców.